# King George
King George – jednostka osadnicza w Stanach Zjednoczonych, w stanie Wirginia, siedziba administracyjna hrabstwa King George.